# خلیفه‌کندی (مراغه)
خلیفه‌کندی یکی از روستاهای استان آذربایجان شرقی است که در دهستان سراجوی شمالی بخش مرکزی شهرستان مراغه واقع شده‌است.